# Сушибаба
Сушиба́ба — село в Україні, у Турійській селищній громаді Ковельського району Волинської області. Населення становить 122 особи.

## Історія
У 1906 році село Новодвірської волості Володимир-Волинського повіту Волинської губернії. Відстань від повітового міста 42 верст, від волості 9. Дворів 26, мешканців 180.
12 червня 2020 року, відповідно до розпорядження Кабінету Міністрів України № 708-р «Про визначення адміністративних центрів та затвердження територій територіальних громад Волинської області», увійшло до складу Турійської селищної територіальної громади.
19 липня 2020 року, в результаті адміністративно-територіальної реформи та ліквідації Турійського району, село увійшло до новоутвореного Ковельського району. 

## Населення
Згідно з переписом УРСР 1989 року чисельність наявного населення села становила 130 осіб, з яких 68 чоловіків та 62 жінки.
За переписом населення України 2001 року в селі мешкали 122 особи.

### Мова
Розподіл населення за рідною мовою за даними перепису 2001 року:
| Мова       | Відсоток |
| ---------- | -------- |
| українська | 99,18 %  |
| російська  | 0,82 %   |

## Галерея

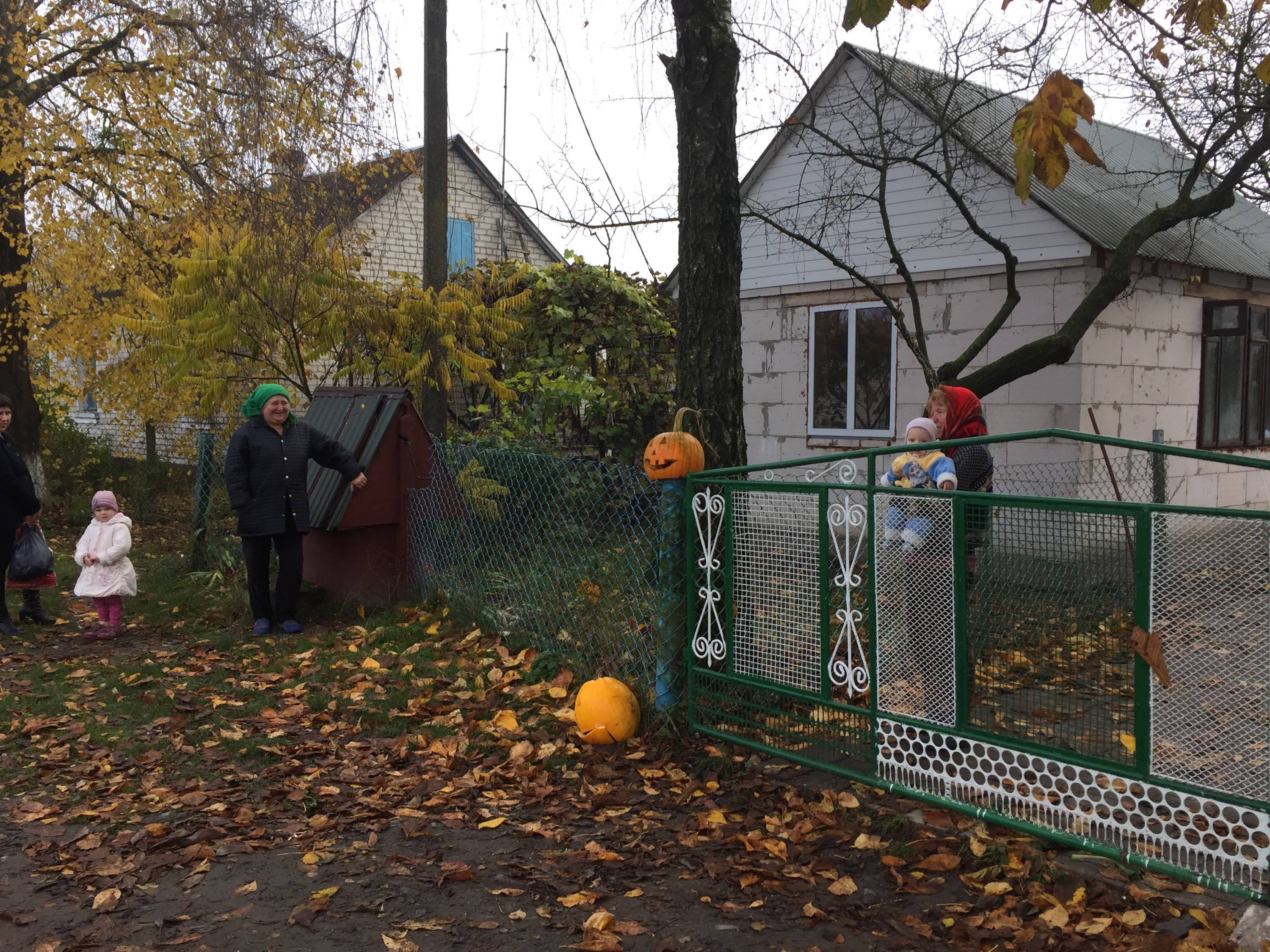
Типова вулиця села Сушибаба. Жовтень 2020 рік
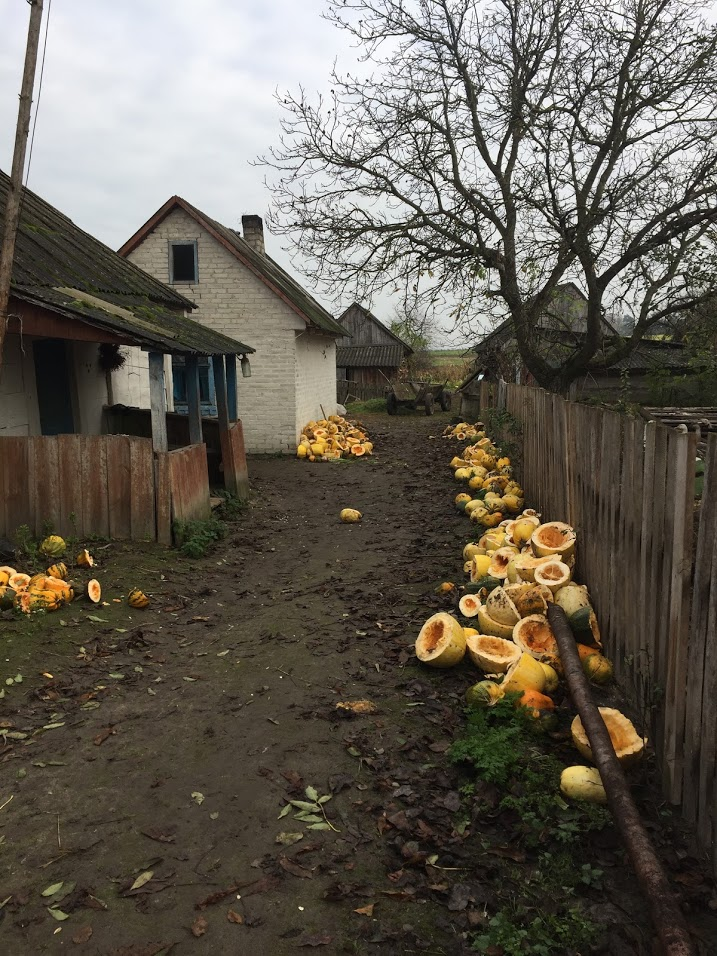
Село Сушибаба, типове подвір'я
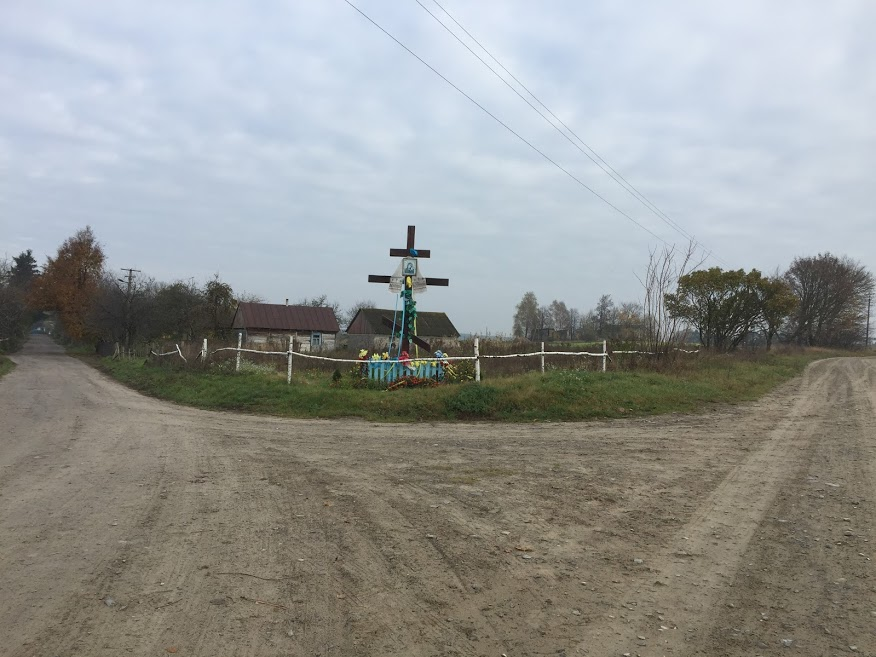
Хрест на роздоріжжі. Село Сушибаба, початок вулиці Мисливська